# Everon
Gli Everon sono un gruppo progressive rock tedesco, fondato a Krefeld nel 1989.

## Storia degli Everon
Ralf Janssen, Christian Moos e il bassista Schymy costituirono la band sul finire degli anni '80, con lo scopo di ricercare un proprio stile ben definito, oltre ad un cantante adatto al progetto. In quei mesi Oliver Philipps venne a conoscenza del gruppo tramite un annuncio che era stato pubblicato su una rivista musicale tedesca. All'epoca Philipps aveva già registrato due album con i Jester's Palace, band che nel frattempo si era sciolta. I membri fondatori rimasero impressionati dal talento dimostrato da Philipps, non solo come cantante, tastierista e chitarrista, ma soprattutto come compositore.
Dopo aver ricevuto offerte da quasi tutte le etichette indipendenti del panorama progressive rock, il gruppo decise di siglare un contratto con SI Music. L'album d'esordio, intitolato Paradox, venne pubblicato nel maggio 1993 e divenne in breve tempo l'opera più venduta di SI Music. Numerose testate specializzate sottolinearono la qualità del lavoro svolto.
Due anni più tardi fu la volta di Flood, che consolidò la credibilità di questa band emergente, grazie anche al supporto del nuovo studio di registrazione Woodhouse Studios. Le difficoltà peraltro non mancarono, considerando che SI Music in breve tempo chiuse i battenti e gli altri progetti in corso d'opera vennero interrotti. Dopo alcuni mesi di pausa il gruppo riuscì a trovare nuove motivazioni per dare vita al terzo album. Intitolato Venus, venne pubblicato da Mascot Records nel 1997 e la copertina fu realizzata dall'artista Gregorio Bridges, com'era già avvenuto in precedenza. Dopo la pubblicazione Ralf Janssen decise di abbandonare il progetto, considerando conclusa la propria esperienza artistica. A sostituirlo fu Ulli Hoever.
Nel 2000 arrivò Fantasma, nuovo lavoro che consente al gruppo di aggiungere un importante tassello alla propria evoluzione artistica. Il riferimento al progressive rock è sempre evidente e l'ottimo tecnico viene sostenuto da idee che rendono l'opera particolarmente identificabile.
Passano altri due anni e il 2002 segna l'esordio di un nuovo progetto, suddiviso questa volta in due parti. Nel frattempo il tastierista Oliver Thiele ha lasciato la band. I due lavori si intitolano rispettivamente Bridge e Flesh, e vengono lodati dalla critica specializzata dell'epoca. Dopo svariati mesi trascorsi alla ricerca di un nuovo tastierista, Oliver Philipps decide di occuparsene personalmente, senza quindi integrare il gruppo con artisti esterni.
Il 2003 è stato un anno particolarmente rilevante per gli Everon, soprattutto per la grande quantità di esibizioni dal vivo, sia in Germania che in Francia.
Ad aprile 2008 è stato pubblicato il settimo album del gruppo, intitolato North.

## Stile musicale
Lo stile di questa band è caratterizzato da un approccio musicale che si colloca a metà strada tra le sonorità progressive rock e quelle progressive metal. Non mancano alcune influenze derivanti da alcune band di rilievo come Rush, Saga e Pallas. Peraltro l'album North (pubblicato nel 2008) viene direttamente associato al neo-progressive. Gli stessi autori inoltre citano i Dream Theater tre le loro principali fonti d'ispirazione.

## Discografia
- 1993 - Paradoxes
- 1995 - Flood
- 1997 - Venus
- 2000 - Fantasma
- 2002 - Bridge
- 2002 - Flesh
- 2008 - North
- 2025 - Shells